# Distretto di Akkışla
Il distretto di Akkışla (in turco Akkışla ilçesi) è uno dei distretti della provincia di Kayseri, in Turchia.